# ویلیام رابرت استوارت
ویلیام رابرت استوارت (انگلیسی: William Robert Stewart; ۱ ژانویهٔ ۱۷۰۰ – ۱ ژانویهٔ ۱۸۱۸) یک کاپیتان آمریکایی اهل ننیویورک (ایالت) بود که در آغاز قرن نوزدهم در تجارت با ژاپن فعال بود.
کشتی الیزا نیویورک، در نزدیکی جزیره تاکابوکو (ناگاساکی میشو زوئه) را تأسیس کرد.
در سال ۱۷۹۷، هلندی‌ها از جاکارتا او را مأمور کردند تا کشتی الیزا نیویورک را با محموله‌ای از کالاهای تجاری هلندی به ناگاساکی،  ژاپن ببرد. با این حال، گزارش شده است که این کشتی تنها چند ساعت پس از ترک دجیما، در نزدیکی جزایر تاکابوکو، غرق شد. پس از شناور شدن و تعمیر، دوباره به باتاویا رفت، اما دیگر هرگز خبری از آن نشد.